# Teleangiëctasie
Teleangiëctasieën zijn blijvend verwijde bloedvaatjes vlak onder het oppervlak van de huid, zichtbaar als rode vaattekening met maximaal zo'n 1 millimeter doorsnede. Dikkere vaten worden geen teleangiëctasieën genoemd. Roodheid zonder dat er vaattekening zichtbaar is wordt erytheem genoemd. Teleangiëctasieën kunnen in verschillende vormen bij uiteenlopende aandoeningen voorkomen.
Het woord is etymologisch afkomstig van het Griekse 
- τέλος (télos, einde),
- αγγείων (angeíon, [bloed]vat) en
- έκτασης (éktasis, omvang/spreiding/verdunning),

in het geheel '[overmatige] omvang van de eind-vaten (haarvaten)'.

## Beelden
- Essentiële teleangiëctasieën:  rode vaatjes zoals die bij het stijgen van de leeftijd overal op het lichaam kunnen ontstaan.
- Couperose is een milde variant van rosacea: het wordt gekenmerkt door een fijne vaattekening op de wangen.
- Naevus araneus is een plekje (1-2 cm) bestaande uit een centraal rood vlekje van waaruit vele dunne bloedvaatjes lopen. Bijvoorbeeld tijdens de zwangerschap kan dit toenemen.
- Er zijn allerlei oorzaken waardoor de opperhuid dunner (atrofisch) kan worden. Het ontstaan van teleangiëctasieën kan een teken van atrofie zijn.
- Naevus teleangiectaticus: een grotere huidlaesie die bestaat uit fijne, zichtbare vaatjes.
- Teleangiectasia macularis eruptiva perstans: een (uiterst) zeldzame uitingsvorm van mastocytose van de huid, met teleangiectasieën in plaats van donkere vlekjes.
- Er zijn allerlei zeldzame erfelijke syndromen waarbij teleangiëctasieën voorkomen, zoals de ziekte van Rendu-Osler-Weber, het ataxia-telangiectasiasyndroom of hereditary benign telangiectasia.

## Verergering
Factoren en prikkels die teleangiëctasieën kunnen veroorzaken of verergeren zijn: veroudering, erfelijkheid, huidtype, alcoholgebruik, blootstelling aan de zon,  langdurig op de huid smeren van corticosteroïden, of temperatuurschommelingen.